# Road to Perdition
Road to Perdition är en amerikansk drama-thriller från 2002 i regi av Sam Mendes med Tom Hanks, Paul Newman och Jude Law i huvudrollerna. Filmen hade Sverigepremiär den 27 september 2002. Den är baserad på en serieroman av Max Allan Collins (manus) och Richard Piers Rayner (teckningar).

## Handling
Den unge Michael Sullivan och hans lillebror Peter vet inte riktigt vad deras far, Mike, har för yrke, mer än att han arbetar för John Rooney, en trevlig äldre man, och att arbetet är så farligt att han måste bära vapen. Vid ett tillfälle gömmer sig Michael i sin fars bil under ett uppdrag och får då se sin far och John Rooneys son, Connor, döda tre män. Michael inser att pappan är John Rooneys lönnmördare.
För att Michael inte ska kunna skvallra om det han sett skickar Connor iväg Mike rakt in i en fälla, och attackerar samtidigt Mikes fru och sonen Peter, i tron att Peter är Michael, och dödar dem kallblodigt.
Mike och Michael flyr, och Mike försöker förgäves få hjälp av sin förre arbetsgivare Frank Nitti för att få lov att hämnas på Connor, som nu bevakas dygnet runt av sin far. Nitti och Rooney vägrar att vänta på en attack från Mike Sullivan, och anlitar därför en annan lönnmördare för att jaga rätt på Sullivan och hans son. Snart får lönnmördaren upp spåret: de är på väg till Michaels moster, som bor i Perdition (= Gehenna).

## Rollista
| Tom Hanks            | – Michael Sullivan     |
| Paul Newman          | – John Rooney          |
| Tyler Hoechlin       | – Michael Sullivan Jr. |
| Jude Law             | – Harlen Maguire       |
| Daniel Craig         | – Connor Rooney        |
| Liam Aiken           | – Peter Sullivan       |
| Jennifer Jason Leigh | – Annie Sullivan       |
| Ciarán Hinds         | – Finn McGovern        |
| Stanley Tucci        | – Frank Nitti          |